# ارتش انقلابی ملی
ارتش انقلابی ملی که پیش از ۱۹۲۸ گاهی به صورت ارتش انقلابی خلاصه می‌شود و پس از ۱۹۲۸ به آن ارتش ملی گفته می‌شود؛ نیروی نظامی کومینتانگ یا حزب ملی چین بود که از ۱۹۲۵ تا ۱۹۴۷ در جمهوری چین حضور داشت.
این ارتش در اصل با کمک شوروی آرایش یافت تا در دوره جنگسالاران به یکپارچگی چین بپردازد. ارتش انقلابی ملی با ارتش بیانگ در شمال جنگید همچنین از ۱۹۳۷ تا ۱۹۴۵ با ارتش امپراتوری ژاپن، جنگ دوم چین و ژاپن را داشت و در جنگ داخلی چین در مقابل ارتش آزادی‌بخش خلق ایستاد.